# 袋井車站
袋井車站（日语：／ Fukuroi eki */?）是一由東海旅客鐵道（JR東海）所經營的鐵路車站，位於日本靜岡縣袋井市高尾。袋井車站是JR東海所屬的東海道本線沿線車站，也是所在地袋井市的主車站。是個設有綠窗口（みどりの窓口）的有人車站。
除了東海道本線外，在1902年時，秋葉馬車鐵道線（之後的靜岡鐵道秋葉線）曾在袋井車站前設有停車站。1914年時，中遠鐵道線（之後的靜岡鐵道駿遠線）也跟著設了新袋井車站（之後改名為社袋井車站）。但秋葉線的新袋井與駿遠線的社袋井兩個車站，已分別在1962年與1967年時廢站，不復存在。

## 車站結構
側式月台2面2線與島式月台1面2線、合計3面4線的地面車站。

### 月台配置
| 月台 | 路線                     | 方向                     | 目的地                   | 備註                   |
| ---- | ------------------------ | ------------------------ | ------------------------ | ---------------------- |
| 1    | （上行待避線、預留月台） | （上行待避線、預留月台） | （上行待避線、預留月台） | 月台上沒有月台資訊顯示 |
| 2    | 東海道本線               | 上行                     | 靜岡、沼津方向           | -                      |
| 3    | 東海道本線               | 下行                     | 濱松、豐橋方向           | -                      |
| 4    | （下行待避線、預留月台） | （下行待避線、預留月台） | （下行待避線、預留月台） | -                      |

## 新袋井站
静岡鐵道駿遠線的新袋井站是鄰接國鐵（當時）車站南邊。國鐵車站與新袋井站之間設有跨線橋連接。而秋葉線的新袋井站是在國鐵袋井站對出站前廣場的北邊。該站雖然設有站舍，但是沒有月台，只有一個木製平台以讓乘客上下車。
關於駿遠線新袋井站的站名，曾經出現不同名稱，包括「袋井新站」、「袋井駅」、「社袋井站」和「新袋井站」。

### 中遠碑
在1943年（昭和18年）5月15日，由於戰時把公共交通公司整合，中遠鐵道合併至靜岡鐵道。同年8月，為了讓後世得知中遠鐵道的功績，便於中遠線袋井站內設置「中遠碑」。碑文由井浪茂三郎書寫，由五島慶太提字。在駿遠線廢線後，該碑仍然保留在原來位置。在2003年（平成15年）3月，隨著進行袋井站再開發項目，該碑遷移至和光商事 （页面存档备份，存于）（袋井市掛之上3-1）用地內。

## 使用情況
根據「靜岡縣統計年鑑」，近年1日平均上車人次如下表。
| 年度   | 1日平均 上車人次 |
| ------ | ---------------- |
| 1993年 | 7,666            |
| 1994年 | 7,564            |
| 1995年 | 7,529            |
| 1996年 | 7,506            |
| 1997年 | 7,249            |
| 1998年 | 7,139            |
| 1999年 | 7,120            |
| 2000年 | 6,981            |
| 2001年 | 6,628            |
| 2002年 | 6,406            |
| 2003年 | 6,285            |
| 2004年 | 6,064            |
| 2005年 | 5,984            |
| 2006年 | 5,806            |
| 2007年 | 5,790            |
| 2008年 | 5,696            |
| 2009年 | 5,335            |
| 2010年 | 5,274            |
| 2011年 | 5,246            |
| 2012年 | 5,176            |
| 2013年 | 5,075            |
| 2014年 | 4,894            |
| 2015年 | 5,133            |
| 2016年 | 5,231            |
| 2017年 | 5,324            |
| 2018年 | 5,366            |

## 相鄰車站
※「Home Liner靜岡」「Home Liner濱松」的相鄰停車站參見東海道線 (靜岡地區)。
東海旅客鐵道
 東海道本線
愛野（CA28）－袋井（CA29）－御廚（CA30）

### 曾經存在的路線
靜岡鐵道
駿遠線
柳原－新袋井
秋葉線
新袋井－袋井町

### 來源
1. ↑   (PDF). 静岡県統計年鑑2014(平成26年).   [2016-06-14]. （原始内容存档 (PDF)于2019-07-02）.
2. 1 2  駅構内の案内表記。これらはJR東海公式サイトの各駅の時刻表 （页面存档备份，存于）で参照可能（駅掲示用時刻表のPDFが使われているため。2015年1月現在）。
3. ↑  阿形昭. . 靜岡新聞社. 2006-09-15: 22–25. ISBN 978-4783896760 （日语）.
4. ↑  吉川文夫（日语：吉川文夫）·花上嘉成. . RM LIBRARY 18. NEKO PUBLISHING. 2001-01-01: 4, 6. ISBN 978-4873662190 （日语）.

## 外部連結
- 袋井 - 東海旅客鐵道